# Universitätsbibliothek Hohenheim
Die Universitätsbibliothek Hohenheim ist eine zentrale Einrichtung der Universität Hohenheim für Forschung und Lehre in Stuttgart. Große Teile der Universität sind im Schloss Hohenheim untergebracht. Sie ist wissenschaftliche Bibliothek für alle Benutzer der Region. Unterhaltsträger ist das Land Baden-Württemberg. Ihre Ursprünge reichen wie die Universität selbst in das Jahr 1818 zurück. Heute wird sie von ca. 6000 Studierenden der beherbergten Fakultäten genutzt und steht auch der Öffentlichkeit zur Verfügung.
Am 1. Januar 2011 wurde aus der Universitätsbibliothek, dem Universitätsrechenzentrum und der EDV der Universitätsverwaltung das Kommunikations-, Informations- und Medienzentrum (KIM) der Universität Hohenheim.

## Sammelgebiete
Das Bibliothekssystem der Universität Hohenheim verfügt traditionell über aufgeteilte Sammelgebiete. Wie die meisten alten Hochschulen war das System zweischichtig angelegt (duales Bibliothekssystem). Zu den allgemeinen Sammelgebieten der Zentralbibliothek gehören die allgemeinen und angewandten Naturwissenschaften, insbesondere der Biologie und Lebensmitteltechnologie (Agrarwissenschaften) nebst der gesamten Lehrbuchsammlung für alle Fächer. In den Räumlichkeiten des Hohenheimer Schlosses finden sich in der sogenannten Bereichsbibliothek die Bestände für Wirtschafts- und Sozialwissenschaften (Präsenzbibliothek). Zu den besonderen – speziellen – Sammelgebieten gehören die Landwirtschaft der Tropen und Subtropen sowie die Kreditwirtschaft.
Der Bestand der Bibliothek umfasst heute etwa 510.000 Bände und insgesamt 1400 fortlaufend gehaltene Zeitschriften und Zeitungen als Print-Abonnements. Hinzu kommen 740 lizenzierte elektronische Zeitschriften und weitere 7000 elektronische Zeitschriften über Volltextdatenbanken (Stand 2005).

## Geschichte des Bestandes
Die Gründung der Bibliothek geht auf Veranlassung des Königspaars, Königin Katharina Pawlowna und König Wilhelm I. von Württemberg im Jahre 1818 zurück. Es war beabsichtigt in Hohenheim eine landwirtschaftliche Unterrichts-, Versuchs- und Musteranstalt zu errichten. Zeitgleich wurde die Errichtung des Landwirtschaftlichen Instituts verfügt. Erster Direktor des Instituts war Johann Nepomuk Schwerz (1759–1844). Unter seiner Ägide soll nicht nur die Idee einer modernen Landwirtschaft vorangetrieben worden sein, auch soll er in systematischer Manier Anschaffungen für die Bibliothek vorgenommen haben. Der erste erhaltene Katalog des Instituts aus dem Jahre 1821 verzeichnet die für die damalige Zeit wichtigste und auch neueste Literatur.
Kaum zehn Jahre später, 1828, wurden die Bestände durch Wilhelm Heinrich von Gwinner, einem deutschen Forstmann und Nachfolger von Schwerz, sachlich nach Lehrgebieten des Instituts Landwirtschaft, Forstwirtschaft, Technologie, Tierheilkunde, Naturkunde, Naturlehre, Chemie und Mathematik – ausgerichtet und aufgestellt. Ohne Zeitschriften führte das alphabetische Verzeichnis im Jahre 1834 bereits 1249 Titel zu den vorgenannten Gebieten auf. Wenig später umfasste der Katalog bereits ungefähr 2500 Titel; 1867 sind etwa 5000 Titel verzeichnet. Die Bibliothek wuchs bis in die Zeiten des Ersten Weltkriegs stetig an.
Räumlich begrenzt und letztlich aus etatbezogenen und personellen Gründen hielt in der Folgezeit Stagnation Einzug in die Bibliothek. Gleichwohl repräsentierte sich noch in den 1960er Jahren der land- und forstwirtschaftliche Bestand bis 1918 in fabelhaftem Zustand und wies im nationalen Vergleich keine Lücken im Bereich der südwest- und süddeutschen Literatur auf.
Seit Mitte der 1970er Jahre konnte die Bibliothek wieder eine positive Entwicklung nehmen. Bereits 1968 bekam die Zentralbibliothek erstmals ein eigenes Bibliotheksgebäude. Nach der Einrichtung eines wirtschaftswissenschaftlichen Studienganges im Jahr 1975 wurde die Bereichsbibliothek Wirtschafts- und Sozialwissenschaften als Teil der Universitätsbibliothek gegründet.

## Bestandsbeschreibung
Als zentrale Einrichtung der Universität dient die Bibliothek vornehmlich zunächst dazu, den Anforderungen von Forschung und Lehre gerecht zu werden. Als wissenschaftliche Bibliothek steht sie aber auch anderen Nutzern offen. Sie ist eine auf die Fachgebiete der Universität ausgerichtete Spezialbibliothek.
Die forstwissenschaftlichen älteren Buchbestände (noch auch aus Zeiten der Landwirtschaftlichen Hochschule Hohenheim) sind zum größten Teil an die Forstwissenschaftliche Fakultätsbibliothek in Freiburg abgegeben worden.
Vom Gesamtbestand sind etwa 6300 Titel dem historischen Buchbestand zuzurechnen. Diese entfallen auf den Zeitraum des 16. bis 19. Jahrhunderts. Mehr als 90 Prozent des Altbestandes ist deutschsprachig, gefolgt von dem französischen Schrifttum (262 Titel). Auf die englische Sprache entfallen 74 Titel, auf das Italienische 56 und auf das Lateinische 55 Werke.
Heute werden Medien in gedruckter und digitaler Form mit Schwerpunkt in den Agrar-, Bio- und Wirtschaftswissenschaften gesammelt und archiviert. Bei zu erwartendem geringem Nutzungsgrad wird von einer Literaturbeschaffung abgesehen, wenn der Titel in anderen wissenschaftlichen Bibliotheken des Landes bereits vorhanden ist oder dort erwartet werden kann. Beide Bibliotheksteile sind als Freihandbibliotheken organisiert, sowohl für Bücher wie für Zeitschriften. In der Zentralbibliothek sind die monografischen Bestände systematisch nach Regensburger Verbundklassifikation (Regensburger Systematik) aufgestellt. In der Bereichsbibliothek findet eine hauseigene Systematik Anwendung.